# Pablo Santos (acteur)
Pour les articles homonymes, voir Pablo Santos.
Pablo Santos (né le 9 janvier 1987 à Monterrey et mort le 15 septembre 2006  à Toluca, dans un accident d'avion) est un acteur mexicain . Il était membre de la Scientologie.

## Filmographie

### Cinéma
- 2001 : La Llorona del río : Young Boy
- 2002 : Cojones : Gangster
- 2004 : Party Animalz (vidéo) : Caesar
- 2005 : Shackles : Minnow
- 2005 : Sea of Dreams : Benjamin
- 2006 : Gettin' Some Jail Time : Pablo

### Télévision
- 2002 : Greetings from Tucson (série télévisée) : David Tiant
- 2002 : Jeremiah (série télévisée) : Fipps (Saison 1, épisode 9)
- 2002 : New York, unité spéciale : Ernesto Diaz (saison 4, épisode 6)
- 2006 : Walkout: Mickey Fernandez